# Heilige Schriften des Sikhismus
Die Heiligen Schriften des Sikhismus stehen bei den Sikhs im Zentrum des Versammlungsortes, dem Gurdwara, und spielen im gesamten religiösen Leben eine große Rolle.

## Guru Granth Sahib
Der Guru Granth Sahib ist nicht nur die heilige Schrift der Sikhs, sondern stellt die sichtbare veräußerte Form der zehn Gurus dar und wird deshalb auch wie ein Mensch behandelt. Er gilt als spirituelle Quelle und Sitz des allmächtigen Gottes, weshalb auch das ganze Leben vom Guru Granth Sahib bestimmt wird. Kinder werden in der Gegenwart dessen gesegnet, Ehen geschlossen und Tote verabschiedet. Im Guru Granth Sahib werden verschiedene Texte aus verschiedenen Jahrhunderten von Personen unterschiedlicher religiöser Ausrichtung vereint. Dabei stammen viele Texte von den 10 Gurus selbst. Guru Gobind Singh legte fest, dass er der letzte Guru sei, und bestimmte den Adi Granth zum Guru Granth Sahib.

## Adi Granth
Der Adi Granth, was mit Heiliges Buch des Beginns übersetzt werden kann, enthält unter anderem Hymnen, die von den ersten vier Nachfolger Guru Nanaks verfasst wurden. Guru Arjan verfasste einen Granth, der die Texte der ersten vier Gurus enthielt. Von Guru Arjan selbst stammen 2218 Hymnen. Ebenso gingen Texte wichtiger Persönlichkeiten der Santh Bewegung wie Namdev, Kabir, Trilochan, Jaidev und Ravidas.

## Dasam Granth
Der Dasam Granth, „das Buch des zehnten Meisters“, ist neben dem Adi Granth ein weiteres wichtiges Buch der Sikhs. Hier wurden Guru Gobind Singhs Werke neben Texten von anderen Autoren. Weder vom Umfang noch von der Wertschätzung kann der Dasam Granth mit dem Guru Granth Sahib gleichgestellt werden, aber für den täglichen Gebrauch sind die darin enthaltenen Texte bedeutend. Wie zum Beispiel der Jaap Sahib, der zu den täglich zu rezitierenden Texten gehört.

## Herkunft der Texte
Die Texte des Guru Granth Sahib stammen einerseits aus einem großen geographischen Gebiet in Nordindien, mit dem heutigen Punjab im Zentrum, und andererseits aus mehreren Jahrhunderten, was die uneinheitliche Sprache erklärt. Die Heterogenität der Sprache wirkt sich aber nicht auf die theologische Ausrichtung aus, in deren Zentrum die Bhakti-Frömmigkeit, also die liebevolle Hingabe zu Gott, steht. Die Lehre handelt von dem einen Gott, der unabhängig von Zeit, Raum und veräußerter Gestalt mit der Seele aller Menschen wesensgleich ist. Der größte Teil der Texte ist in Hymnenform geschriebene Poesie. Die Texte werden mit 31 tradierten indischen Melodien wiedergegeben. Die Autoren lebten in einer Zeitdauer von 500 Jahren, wobei die ältesten Autoren auf das 12. Jahrhundert zurückzuführen sind, und umfassen in der Zeitspanne bis Guru Nanak eine Anzahl von elf. Aus der Epoche der Gurus sind sieben von zehn Gurus im Guru Granth Sahib vertreten und werden durch etwa 23 weitere Poeten aus dem gleichen Zeitraum ergänzt, die sowohl aus dem hinduistischen (von Nath-Yogis) als auch aus dem muslimischen Kontext (von Sufis) stammen.